# Streumuster
Als Streumuster bezeichnet man ein Repetitionsmuster aus scheinbar unregelmäßig (im Unterschied zum Semé-Ornament) verstreuten kleineren Ornamentelementen, zum Beispiel Blumen, Sterne, sonstige Figuren oder geometrische Formen. In der Praxis werden aber auch regelmäßig wirkende Muster mit kleinen Teilen als Streumuster bezeichnet.
In der Weberei und Stickerei traten sie in Europa unter anderem seit dem 17. Jahrhundert vor allem in Italien und Spanien auf. Auch orientalische Teppiche werden mit Streumustern verziert. Ebenso werden sie auf Keramiken, Tapeten, Tapisserien und anderen Textilien verwendet. Auf Wandteppichen sind sie zum Beispiel in Frankreich ab dem 17. Jahrhundert zu finden. Im 18. Jahrhundert waren sie als Stickereien bei der Herrenbekleidung gebräuchlich. Sehr lange wurden Streumuster beim Blaudruck verwendet.
Bei Modeldruckpapieren werden Streumuster ab Mitte des 18. Jahrhunderts verwendet. Auch bei industriell gefertigten dekorativen Buntpapieren ab Mitte des 19. Jahrhunderts finden sich Formen von Streumustern, häufig mit Blumen oder Blüten. Diese wurden unter anderem als Vorsatzpapiere bei Büchern verarbeitet.
In den Naturwissenschaften wird der Begriff ebenfalls verwendet, hier unter anderem als Ergebnis von Streuung.